# Muaskar (provins)

Muaskars provins i Algeriet

Muaskar (arabiska: ولاية معسكر) är en provins (wilaya) i nordvästra Algeriet. Provinsen har 780 959 invånare (2008). Muaskar är huvudort.

## Administrativ indelning
Provinsen är indelad i 16 distrikt (daïras) och 47 kommuner (baladiyahs).